# Río Valiñas
El río Valiñas, también llamado río Pingüela, es un río del noroeste de la península ibérica que discurre por la provincia de La Coruña, Galicia, España.

## Curso
El Valiñas nace en la zona de Vista Alegre en la sierra de Montemayor, en el término municipal de Laracha. Posteriormente, transcurre por el concejo de Culleredo. Al fluir por las tierras de Veiga y Ledoño, forma el llamado Val de Veiga, uniéndose con dos riachuelos con los que consigue un caudal considerable. Dos kilómetros más abajo, recibe las aguas del riachuelo procedente de los montes de Orro. Este riachuelo sale canalizado del polígono industrial de Ledoño y ahí empieza el curso medio del río Valiñas. En Sésamo recibe las aguas del río dos Pregos, procedente de Vinseira. En Sigrás, ya en el Ayuntamiento de Cambre, empieza el curso bajo y recibe varios arroyos. En las inmediaciones del puente de la carretera N-550, recibe las aguas del riachuelo de Culleredo. En Telva y La Barcala, el Valiñas desemboca en el río Mero, formando éste la ría del Burgo. 